# Bernardino Loschi
Bernardino Loschi (Parma, 1460 – Carpi, 1540) è stato un pittore italiano.

## Biografia
Figlio del pittore Jacopo Loschi, è documentato al servizio di Alberto III Pio, signore di Carpi, dal 1500 in poi ma vi lavorò probabilmente già nell'ultimo decennio del Quattrocento. La sua pittura rivela tratti dalla cultura parmense e modenese della fine del Quattrocento, con alcune influenze del Mantegna. Da Alberto Pio ebbe l'incarico di sovrintendere, assieme all'architetto Baldassarre Tommaso Peruzzi, alle fabbriche della chiesa della Sagra, del Duomo, della chiesa di San Niccolò e ai lavori nel lato nord-est del castello (detto anche Palazzo dei Pio) e del relativo cortile. In collaborazione con Giovanni del Sega decorò e affrescò la cappella Alberto Pio. Gli sono attribuite anche le decorazioni ad affresco della cupola della chiesa di San Niccolò e delle sale dei Mori e del Principe nel castello.

## Opere

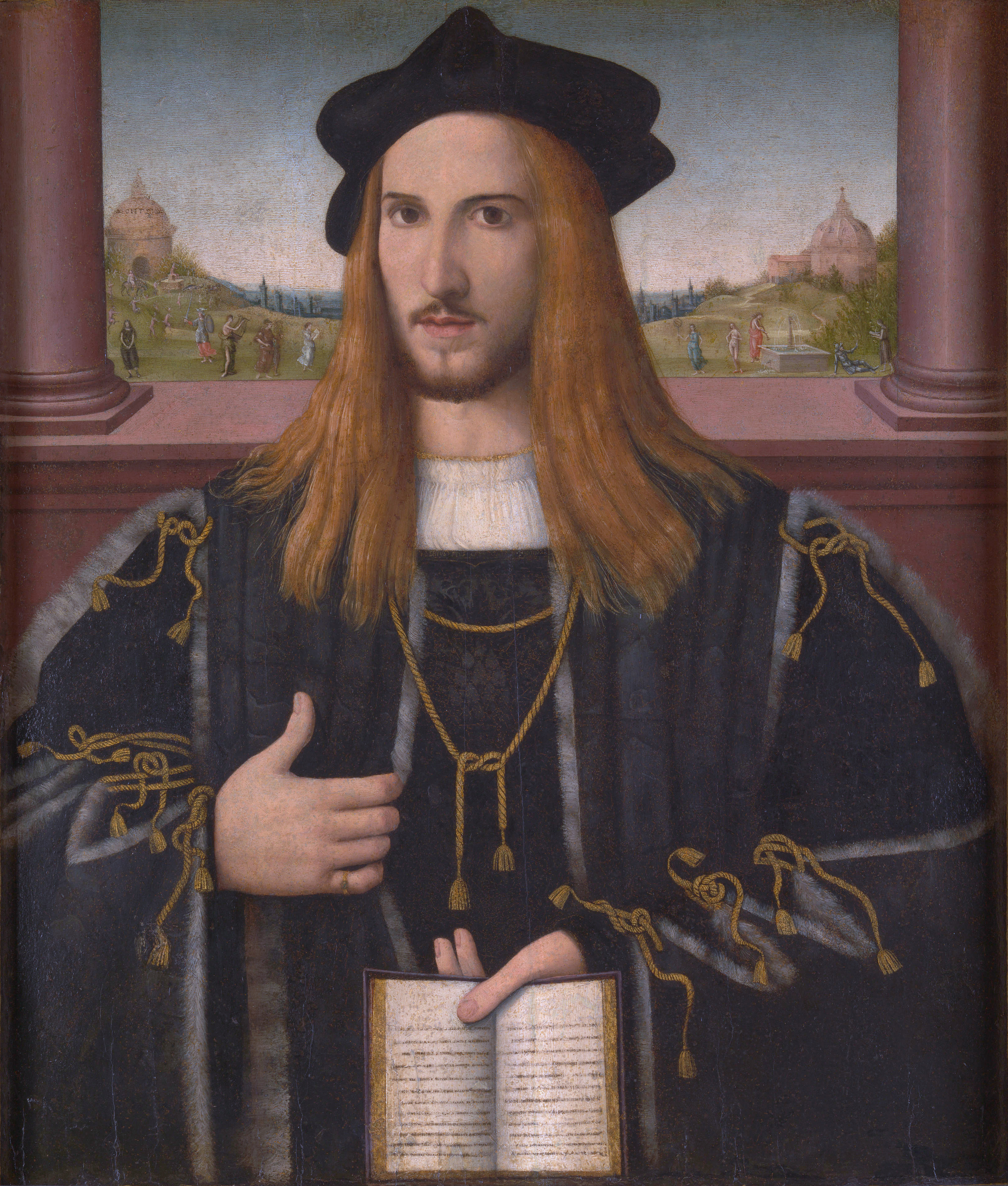
Ritratto di Alberto Pio,National Gallery, Londra, 1512.

Si conservano tre sue opere firmate: l’Incoronazione della Vergine fra i santi Geminiano e Felice (trittico datato 1500) nella chiesa di San Felice sul Panaro, la Madonna col Bambino fra i santi Agostino e Nicola (1515, Galleria Estense di Modena) e un San Rocco (Carpi, chiesa di San Niccolò). L'Incoronazione della Vergine è un intero altare, alto oltre tre metri, ricco d'intagli e dorature e abbastanza ben conservato. Sopra un elegante basamento poggiano tre arcate a tutto sesto, di ordine corinzio, coi pilastri intagliati, che dividono la parte principale dell'altare in tre uguali ripartimenti. Nel ripartimento centrale è rappresentata l'Incoronazione di Maria Vergine con ai piedi due angioletti che suonano e cantano. I ripartimenti laterali raffigurano quello a destra un santo vescovo e martire che si ritiene San Felice, protettore del paese per il quale fu fatto l'altare, quello a sinistra un altro vescovo che tiene sulla mano una città, sulla porta della quale è scritto "Modena", il che fa ritenere che si tratti di San Geminiano, protettore della città di Modena e di tutta la Diocesi modenese.
Altre opere a lui attribuite si trovano nel Museo di Carpi. Con molta probabilità è suo anche il Ritratto di Alberto Pio conservato nella National Gallery di Londra, datato 1512.
Studi recenti gli attribuiscono anche l'affresco Madonna con il Bambino, precedentemente ritenuto opera del cremonese Francesco Tacconi, nella chiesa della Badia di Santa Maria della Neve a Torrechiara, eseguito attorno al 1487.